# Frank Schlesinger
Frank Schlesinger (ur. 11 maja 1871 w Nowym Jorku, zm. 10 lipca 1943 w Lyme) – amerykański astronom, który zapoczątkował używanie fotografii do wyznaczania pozycji gwiazd i mierzenia paralaks gwiazdowych.

## Życiorys
Studiował na Columbia University, przez pięć lat pracował w laboratorium prowadzącym pomiary szerokości geograficznej w Ukiah. George Hale zaangażował go do pracy w Obserwatorium Yerkes, gdzie prowadził pomiary paralaks gwiezdnych przy użyciu technik fotograficznych.
W latach 1905–1920 kierował Allegheny Observatory, a w latach 1920–1941 Yale University Observatory. W 15 tomach Yale Observatory Zone Catalog, przygotowanych pod jego kierownictwem, zebrano dane astrometryczne dla ok. 150 tys. gwiazd. Opracował i opublikował pierwsze i drugie (wspólnie z Louise Freeland Jenkins) wydanie Katalogu Jasnych Gwiazd (Yale Bright Star Catalogue), zawierające pozycje, jasności, ruchy własne, prędkości radialne i inne dane o gwiazdach.

## Nagrody i wyróżnienia
- Złoty Medal Królewskiego Towarzystwa Astronomicznego (1927)
- Bruce Medal (1929)

Jego imieniem nazwano krater Schlesinger na Księżycu, a także asteroidę (1770) Schlesinger.